# Sew Torn
Sew Torn és una pel·lícula de thriller del 2024 escrita, dirigida i editada per Freddy Macdonald. És una coproducció EUA-Suïssa, que es basa en un curtmetratge homònim, Eve Connolly interpreta una modista a punt de la fallida. La pel·lícula explica la història de com es troba amb un tracte de drogues que ha anat malament i com les seves eleccions a l'escena del crim condueixen a resultats dràsticament diferents al llarg del camí. Sew Torn es va estrenar al South by Southwest el març de 2024. S'ha subtitulat al català.

## Argument
Barbara Duggen (Eve Connolly) és una modista que lluita per mantenir viva la seva botiga de teixits. Després d'una cita de costura fallida la posa en una recerca per reemplaçar el botó perdut del seu client, de manera inesperada es troba amb un tracte de drogues que ha anat malament. Davant de dos motociclistes abatuts, pistoles i un maletí, Duggen està completament trasbalsada. Es veu obligada a triar entre tres opcions: cometre el crim perfecte, trucar a la policia o marxar.
La narració presenta les repercussions de les tres decisions i els enfrontaments mortals que resulten de cadascuna quan s'enreda amb el propietari del cas. Utilitzant el fil per alliberar-se, Duggen no s'atura davant res per salvar la seva botiga.

## Repartiment
- Eve Connolly com a Barbara
- Calum Worthy com a Joshua
- John Lynch com a Hudson
- K. Callan com la Sra Engel
- Ron Cook com a Oskar
- Thomas Douglas com a Beck
- Caroline Goodall com a Grace
- Werner Biermeier com a Melvin
- Veronika Herren-Wenger com a Rosie
- Petra Wright com a mare / Bàrbara jove

## Producció

### Desenvolupament
La pel·lícula va ser dirigida i editada per Freddy Macdonald, que també va coescriure el guió amb el seu pare Fred Macdonald. Sew Torn és el primer llargmetratge del director i està basat en el seu curtmetratge de sis minuts de 2019 amb el mateix nom. La pel·lícula va formar part de la seva reeixida admissió a l'American Film Institute i va convertir Macdonald en el director més jove acceptat mai al Conservatori. Amb la seva pel·lícula de tesi AFI, Shedding Angels, Macdonald va guanyar un premi Oscar d'Estudiants l'any 2022.
Sew Torn (el curtmetratge) va ser produït per Peter Spears, adquirit per Searchlight Pictures i qualificat per a un Premi Oscar després d'una estrena en cinemes a nivell nacional als EUA.
Com que era un gran fan del treball dels Germans Coen, Macdonald va mostrar el curtmetratge a Joel Coen, el consell del qual va ser convertir-lo en una pel·lícula independent. El pare de Macdonald, Fred, que va produir tots els curtmetratges de Freddy, va buscar la manera de recaptar els fons de manera independent. Barry Navidi, productor de  Wilde Salomé d'Al Pacino i Modì, Three Days on the Wing of Madness de Johnny Depp, ha col·laborat amb Macdonald en projectes anteriors i va entrar com a productor Navidi amb la seva companyia de producció Barry Navidi Productions. Posteriorment, els cineastes Diamantis Zavitsanos i Socratis Zavitsanos van ajudar a recaptar una quantitat important de fons com a productors. Els germans bessons havien competit una vegada contra MacDonald al Heartland International Film Festival l'any 2017, on va guanyar el festival amb el seu curtmetratge Two of Five Million, and have since become collaborators.

### Càsting

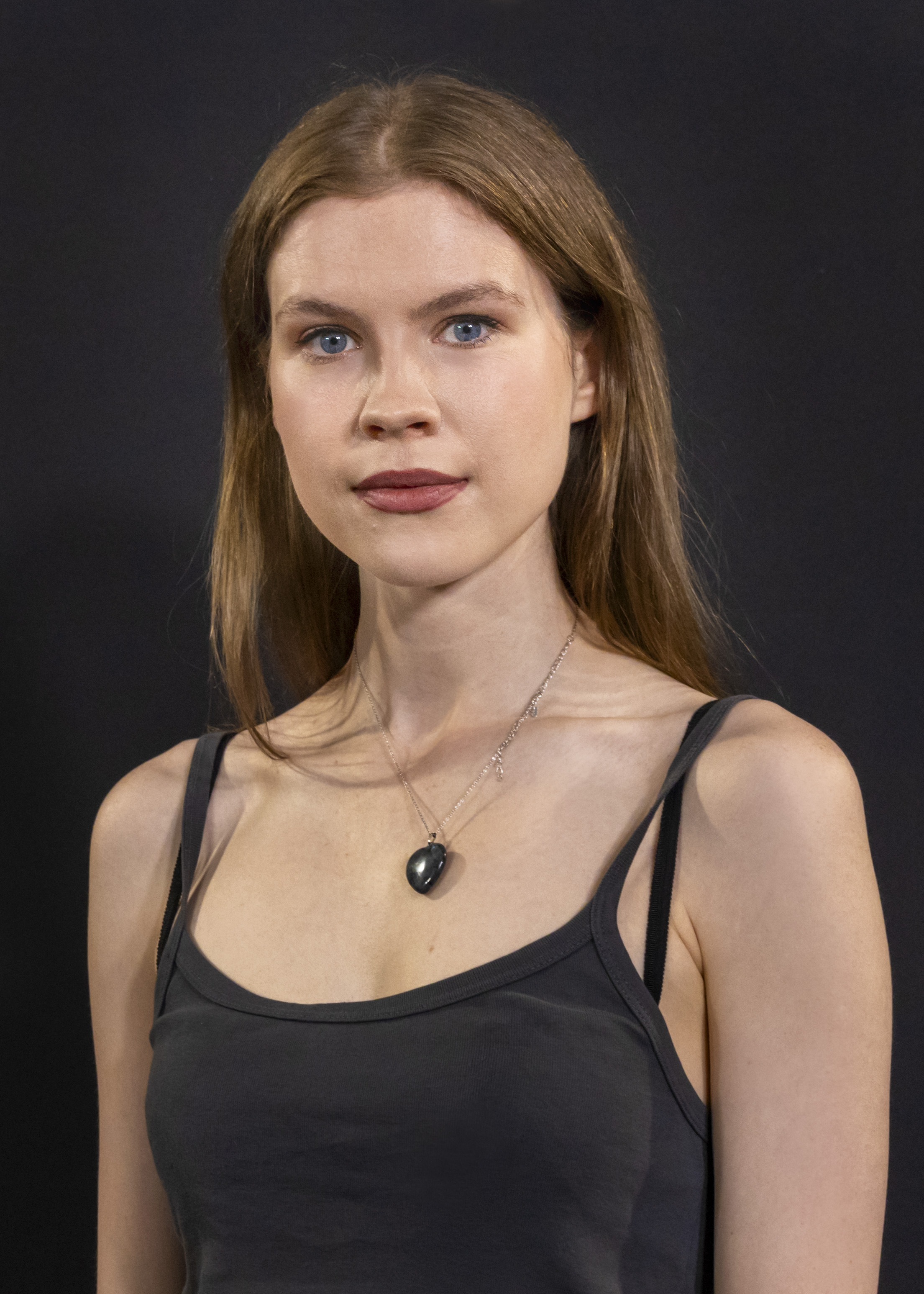
Eve Connolly interpreta Barbara

Eve Connolly, coneguda pel seus papers a la pel·lícula The Other Lamb, i a la sèrie de televisió Into the Badlands, interpreta el paper principal de la modista Barbara Duggen. El repartiment de Connolly inclou actors coneguts de pel·lícules i sèries aclamades com la llista de Schindler, Punyals per l'esquena, The Act, Arma fatal o Millennium: Els homes que no estimaven les dones.
Sharon Howard-Field i Nathan Wiley foren responsables del càsting.

### Rodaje i postproducció
El rodatge va tenir lloc a la tardor de 2022 a la vall de Tamina i Bad Ragaz a la regió suïssa de Sarganserland-Werdenberg. El rodatge del curtmetratge de Macdonald també va tenir lloc allà. El director de fotografia suís Sebastian Klinger ja estava familiaritzat amb la regió a partir de projectes anteriors. Va col·laborar amb Macdonald en diverses pel·lícules i ja és un dels productors de pel·lícules de la pel·lícula.
La productora suïssa, ORISONO, va entrar al projecte com a coproductora, proporcionant coneixements locals i serveis de producció. Havent coproduït el llargmetratge espanyol El color del cielo de Joan-Marc Zapata, que es va estrenar al Festival Internacional de Cinema de Sant Sebastià, i després d'haver actuat com a soci de producció local de la sèrie perúana de Netflix Contigo Capitán, ORISONO estava familiaritzat amb les circumstàncies de la producció cinematogràfica a Suïssa. També implicats en la postproducció de Sew Torn, els cofundadors d'ORISONO, Alexander Stratigenas i Timothy Ross, van proporcionar un dels millors estudis de mescla d'àudio Dolby Atmos de Suïssa per a la pel·lícula juntament amb el seu soci comercial Soundville Media Studios.

## Llançament
Sew Torn es va estrenar al South by Southwest Film Festival (SXSW) l'11 de març de 2024, a Austin, Texas Va ser llançat als Estats Units el 3 de març de 2025.

## Recepció
Al lloc web de l'agregador de ressenyes Rotten Tomatoes, el 95% de les crítiques de 20 crítiques són positives, amb una valoració mitjana de 6,8/10. La pel·lícula ha estat valorada positivament per diverses publicacions com The Hollywood Reporter,  Deadline, Mashable i  Collider entre altres.

### Reconeixements
South by Southwest Film Festival 2024
- Nominació al premi Kickstarter NextGen (Freddy Macdonald)

Festival Internacional de Cinema de Locarno 2024
- Nominació al Premi Letterboxd Piazza Grande (Freddy Macdonald)